# Гамбо (страва)
Гумбо або Гамбо (англ. gumbo транскрипція «гамбо», транслітерація «гумбо») — страва американської кухні, поширена в штаті Луїзіана. Являє собою густий суп зі спеціями, схожий за консистенцією на рагу.

## Походження
Вважається спадщиною кухні каджунів, нащадки французьких емігрантів, які прибули у XVIII столітті до Канади, також кухні луїзіанських креолів. Страва поєднує в собі інгредієнти африканської, французької та іспанської кухні; листя сасафраса належать кухні індіанців чокто. Вчені погоджуються в тому, що гумбо з'явилося в Луїзіані на початку вісімнадцятого століття.

## Інгредієнти
Одна з головних складових супу — плоди рослини окра (бамії). Власне, назва страви й походить від іншої назви цієї рослини (гомбо). У країнах, де бамію складно дістати, її зазвичай замінюють стеблами селери. До складу гамбо також входять: овочі (помідори, цибуля, солодкий перець), м'ясо, курка, ковбаси, шинка або морепродукти (креветки, краби або устриці). Вибір між м'ясом і морепродуктами історично обумовлюється близькістю конкретної місцевості до моря.
Міцний пряний бульйон загущується соусом ру, який готується з борошна та вершкового масла (борошно обсмажується в маслі до світло-цегляного кольору), завдяки чому суп стає густим. У якості тушкованої овочевої основи використовуються зелений перець, цибуля й селера, сполучення яких у каджунській кухні називається «святою трійцею».
Іноді страва додатково загущується порошком із висушеного меленого листя дерева сасафрас; у цьому випадку воно має назву філе-гумбо. Філе-гумбо, разом із джамбалаєю та рачим пирогом, відзначені як три найпопулярніших страви каджун-креольської кухні в пісні Генка Вільямса «Джамбалая».
Існують вегетаріанські різновиди гумбо (що пояснюється, серед іншого, обмеженнями католицького Великого посту). До складу Gumbo z'herbes («гумбо із зеленню») зазвичай входять, поміж іншого, турнепс і шпинат.

## Приготування і подача
Гумбо готується не менше трьох годин, а часто томиться весь день. М'ясо (але не морепродукти) зазвичай обсмажується заздалегідь і до часу знімаються з вогню. Окра і ру готуються до овочів і морепродуктів. Після досягнення потрібної консистенції окру знімають із вогню, а до ру в котел додаються овочі. При досягненні овочами напівготовності, в котел повертаються м'ясо та окра, додається бульйон (і, за необхідності, вода), після чого страва доводиться до готовності, включаючи бажану м'якість м'яса. Приправи, включаючи сіль, червоний, чорний і білий перець, лавровий лист і чебрець, додаються до смаку. Зазвичай страва подається з гарячим відварним рисом.